# Municipio de Xochitepec
El municipio de Xochitepec es un municipio que se localiza en el poniente del estado de Morelos a una altitud de 1.109 metros sobre el nivel del mar. Colinda al norte con Temixco, al sur con Puente de Ixtla, al este con Emiliano Zapata y Tlaltizapán y al oeste con Miacatlán. 
La superficie total de Xochitepec es de 93.2 kilómetros cuadrados.

## Etimología
El nombre Xōchitepēc 'en el cerro florido' proviene de las palabras de la lengua náhuatl, xōchi- 'flor', tepē- 'cerro' y -c 'en'. 
Después de tener una cultura indígena de gran esplendor asentada en el cerro de las Flores y varios lugares del valle por constante movimiento del comercio y de los intereses políticos de la misma colonia, fue desapareciendo hasta convertirse en un pueblo prestador de servicios, así como también el comercio que se desarrolló en el puerto de Acapulco dio origen a la ruta que va desde México hasta Acapulco conocida como el camino Real, influyendo en el desarrollo o desaparición de algunas poblaciones indígenas.

## Turismo
Cabe resaltar que desde mediados de la década de los noventa del pasado siglo, dicha entidad federativa cuenta con un sistema carretero, un
aeropuerto de primer nivel, así como varias cadenas de hoteleros que aunados a la cercanía con la Ciudad de México conforman uno de los principales destinos turísticos del centro del país. Sin embargo, se puede catalogar dicha actividad recreativa como monofuncional o monoespecializada, ya que prácticamente todo el turismo del estado de Morelos es de tipo chárter, también conocido como turismo de masas, mismo que va dirigido hacia los citadinos del centro de la República Mexicana, que buscan refrescarse en algún balneario durante la época de estiaje (de marzo a abril, aproximadamente).
Se observa que existe una subutilización del potencial turístico-cultural del estado de Morelos, en efecto, la ausencia de diversificación en la oferta turística, o bien, de servicios especializados, tales como: caminatas ecológicas, senderismo, escalada en roca, rutas a caballo, pesca artesanal, piragüismo, paseos náuticos, paseos en globo aerostático, cicloturismo, rutas fotográficas, rutas gastronómicas, festivales de música regional, ferias artesanales o de medicina tradicional, pero sobre todo de turismo cultural limita la expansión.

## Fiestas
Este Pueblo es muy alegre y se caracteriza por su gente amigable y hospitalaria que ve llegar sus fiestas Tradicionales, iniciando el 27 de diciembre que es la fiesta patronal (San Juan Evangelista) y la del 6 de enero (Reyes Magos) hasta el 12 de enero con la "Mojiganga", los "Concheritos", los Chinelos y más danzas propias de la región en donde se puede disfrutar de Jaripeos, juegos mecánicos, puestos de la comida típica del pueblo: Pozole Verde, Blanco y Rojo, y disfrutar del "Teatro del Pueblo"
en donde se presentan artistas de renombre Nacional e Internacional. 
Son dignas de considerar las fiestas de las poblaciones y comunidades del Municipio:
Alpuyeca: Fiestas dedicadas a la Virgen María (15 de agosto y 12 de diciembre);
Atlacholoaya: 24 de agosto (San Bartolo);
Chiconcuac: Domingo de Pascua, 13 de junio (San Antonio de Padua); 
Real del Puente: 29 y 30 de septiembre (Natalicio del Gral. José Ma. Morelos y Pavón);
Col. San Miguel la Unión: 29 de septiembre (San Miguel Arcángel);
Col. Benito Juárez: 18 de marzo (San José) y 21 de marzo (Natalicio de Benito Juárez);
Col. Francisco Villa: 4 de octubre (San Francisco de Asís);
Col. Lázaro Cárdenas: 15 de mayo (San Isidro Labrador);
Col. La Cruz: 3 de mayo (La Santa Cruz) y 25 de julio (Santiago Apóstol).
Y más comunidades que van haciendo tradicionales sus fiestas conforme pasa el tiempo
Las fiestas religiosas se realizan con diferentes tradiciones, desde la madrugada comienzan con ofrendas para el respectivo santo por el que se realiza el festejo, se llevan a cabo misas en honor a cada santo, a primera hora del día se realizan las respectivas mañanitas. Llegado el mediodía las plazas públicas comienzan a adornarse con la venta de flores, pan tradicional de feria, juegos mecánicos.En algunas regiones como Atlacholoaya, Alpuyeca entre otros se acostumbra realizar comida entre sus pobladores para recibir a sus invitados, quienes vienen de otros poblados a dichas festividades, con la gastronomía que distingue esas fecha: mole de pipían, mole rojo, pollo en adobo y cochinita; al caer la noche se lleva a cabo la quema del castillo que ilumina la noche con fuegos pirotécnicos. Los 5 días próximos se realizan jaripeos que son donados por los caporales de la región

## Edificios y monumentos históricos
- En la cabecera municipal de Xochitepec, se encuentra la Iglesia de "San Juan Evangelista" fundada por los Franciscanos en el siglo XVI, tuvo su inicio como una pequeña capilla a lado sur del actual edificio, posteriormente fue creciendo hasta convertirse en un convento de estilo neoclásico, en 1881 se terminó de construir la cúpula.

- la Iglesia de San Antonio en Atlacholoaya, es un exconvento de la orden de los Carmelitas. De arquitectura estilo barroco. Ahí se pueden admirar pinturas antiguas.

- la Iglesia de San Bartolo en Atlacholoaya, es de pocas construcciones así que conserva su efecto de Iglesia provinciana en un estilo barroco tardío.

- la Iglesia de San Antonio de Padua en Chiconcuac, formaba parte de la Hacienda de Santa Catarina. Se puede apreciar en su numerosas piedras labradas.

- la Iglesia de la Purísima Concepción en Alpuyeca

- Hacienda Real del Puente

Durante años fue utilizada en diversas actividades, en sus orígenes como productora de azúcar, alcohol y piloncillo. Al término de la Revolución mexicana dejó de ser hacienda azucarera y se dedicó a desgranadora de arroz. Posteriormente se adecuó a hotel y balneario y hoy en día es un Flamante Hotel de 4 Estrellas de una prestigiada Cadena Hotelera.
- Acueducto y Hacienda de Santa Catarina en Chiconcuac.

Se pueden admirar sus arcos de medio punto con longitud aproximada de 500 m y altura variable entre 4 y 6 m, desemboca en el casco de la Hacienda con altura de 6 m, esta caída le daba movimiento a una rueda de trapiche cuyo diámetro aproximado era de 5 m a 10.

## Demografía

### Localidades
En el censo de 2020 el municipio de Xochitepec contaba con 84 localidades.
| Código INEGI      | Localidad                  | Población (2020) |
| ----------------- | -------------------------- | ---------------- |
| 170280001         | Xochitepec                 | 21 862           |
| 170280030         | José María Morelos y Pavón | 11 805           |
| 170280002         | Alpuyeca                   | 8 148            |
| 170280006         | Chiconcuac                 | 7 622            |
| 170280003         | Atlacholoaya               | 4 594            |
| 170280104         | Villas de Xochitepec       | 3 409            |
| 170280005         | Francisco Villa            | 1 639            |
| Otras localidades | Otras localidades          | 14 460           |
| Total municipal   | Total municipal            | 73 539           |

## Servicios y puntos de interés
- Presidencia Municipal
- Seguridad Pública y Tránsito Municipal
- Mercado Municipal
- Mercado de Artesanías (fines de semana en el Zócalo)
- Servicios de Salud
- Oficina de Correos
- Jardines
- Iglesias
- Panteones
- Hoteles: Desde Posadas hasta un flamante Hotel de 4 estrellas ("Ex-Hacienda Real" del Puente)
- El "Museo del campesino"
- El "Centro Cultural Xochitepequense", que alberga a:
  - El Archivo HIstórico.
  - La Biblioteca Municipal.
  - La Tele Aula.
  - Centro INEA y Talleres de Formación Artesanal y/o Cultural
- Capilla de los Reyes
- Plaza de Jesús (barrio de Zempoala)
- Bancos: Cuenta actualmente con una sucursal de Banamex, dos de Banco Azteca y un corresponsal bancario Telecomm Telégrafos.
- Unidad Deportiva Mariano Matamoros
- Balnearios: San Ramón (Chiconcuac) y Palo Bolero (Alpuyeca), ambos con manantiales y el segundo con aguas azufradas y una espectacular gruta, lo que los hace lugares de sano esparcimiento por sus aguas corredizas.
- Parque Científico y Tecnológico del Estado de Morelos

## Deportes
Los Colibríes de Morelos apareció en la Primera División de México en el Torneo Clausura 2003. Se convirtió en el primer equipo creado en la Primera División de México tras comprar la franquicia del Atlético Celaya. 
Al iniciar el Torneo Apertura 2002 el equipo del Atlético Celaya no mejora pese a la inversión realizada por lo que al concluir dicha temporada, el presidente del equipo, 
Enrique Fernández Prado, ya no lo quiso sostener económicamente y se vio obligado a venderlo, aunque puso la condición de que el comprador debería mantener la escuadra en Celaya por lo menos un año más. La franquicia fue adquirida por Jorge Rodríguez Marié, 
quien una vez concluido el Torneo Apertura 2002 se lleva el club a Cuernavaca argumentando que no tenía el apoyo de la afición de Celaya. El equipo cambió de nombre a Colibríes de Morelos,
aunque tuvieron que jugar en Xochitepec (población cercana a Cuernavaca) y utilizaron la unidad deportiva Mariano Matamoros. 
El club descendío en el Torneo Clausura 2003 y desapareció para pagar deudas contraídas con la Federación Mexicana de Fútbol. Actualmente la ciudad cuenta con las Ballenas de Galeana, equipo de Morelos que milita en la Liga de Ascenso de México y tiene como casa el Estadio Mariano Matamoros.